# فرانک شوسیدیر
فرانک شوسیدیر (انگلیسی: Franck Chaussidière؛ زادهٔ ۱ اوت ۱۹۷۸) بازیکن فوتبال اهل فرانسه است.
از باشگاه‌هایی که در آن بازی کرده‌است می‌توان به باشگاه فوتبال کلرمون فوت و باشگاه فوتبال لانس اشاره کرد.